# Виккселль, Рагнар
Рагнар (Рагге) Виккселль (швед. Ragnar (Ragge) Wicksell ; 26 сентября 1892, Энчёпинг, Уппсала — 31 июля 1974, Стокгольм) — шведский полузащитник, игрок сборной Швеции. Участник Олимпийских игр 1912 и 1920 годов. Четырёхкратный чемпион Швеции.

## Достижения
- Чемпион Швеции (4): 1912, 1915, 1917, 1920